# Entrepôts de coton (Gênes)

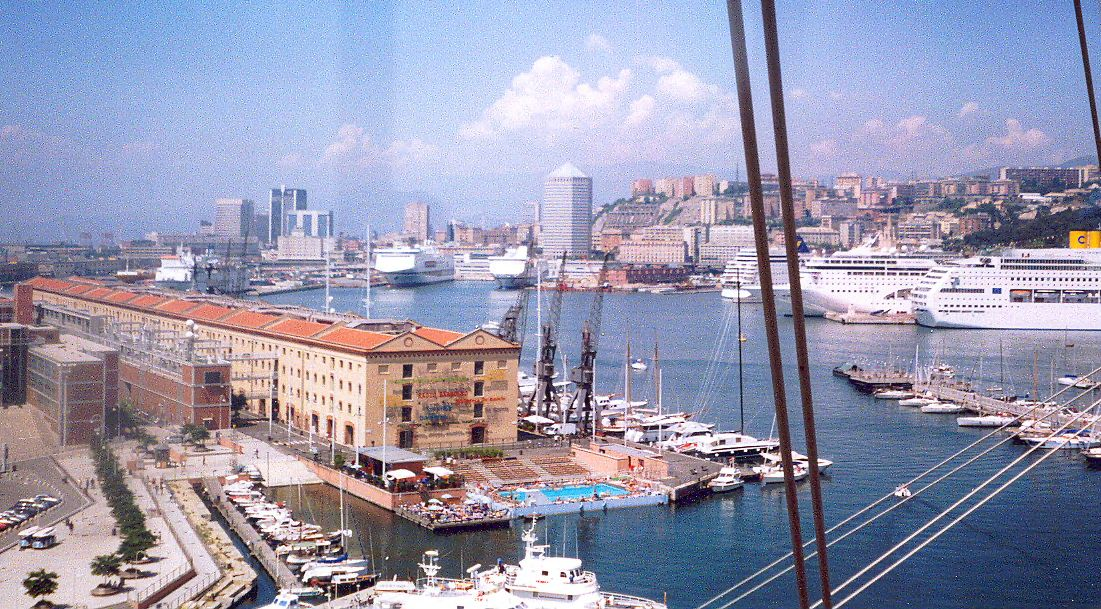
Les Magazzini del Cotone vus du Bigo, l'ascenseur panoramique de l'ancien port

Les anciens Entrepôts de Coton (en italien, Magazzini del Cotone) sont l'une des principales structures de l'ancien port de Gênes. Ils couvrent une superficie de plus de trente et un mille mètres carrés et ont été construits à la fin du XIXe siècle comme entrepôt général des marchandises en transit au Molo Vecchio. Réaménagés en 1992, ils constituent le second site des foires de la ville après celui de la Foire internationale de Gênes.

## Histoire
La construction faisait partie de la série de travaux de modernisation du port génois (à l'époque le territoire communal de Gênes se limitait au seul centre actuel), et commença le 19 décembre 1889 pour se terminer, pour le bâtiment nord, en janvier 1901. Initialement, la structure était desservie par 7 grues électriques murales, 12 de type surélevé positionnées sur rails et 7 monte-charges (toujours électriques). L'ensemble couvre une superficie de 310 m sur 30 m répartis sur 4 étages (18,8 mètres de haut), divisés en 9 compartiments différents.

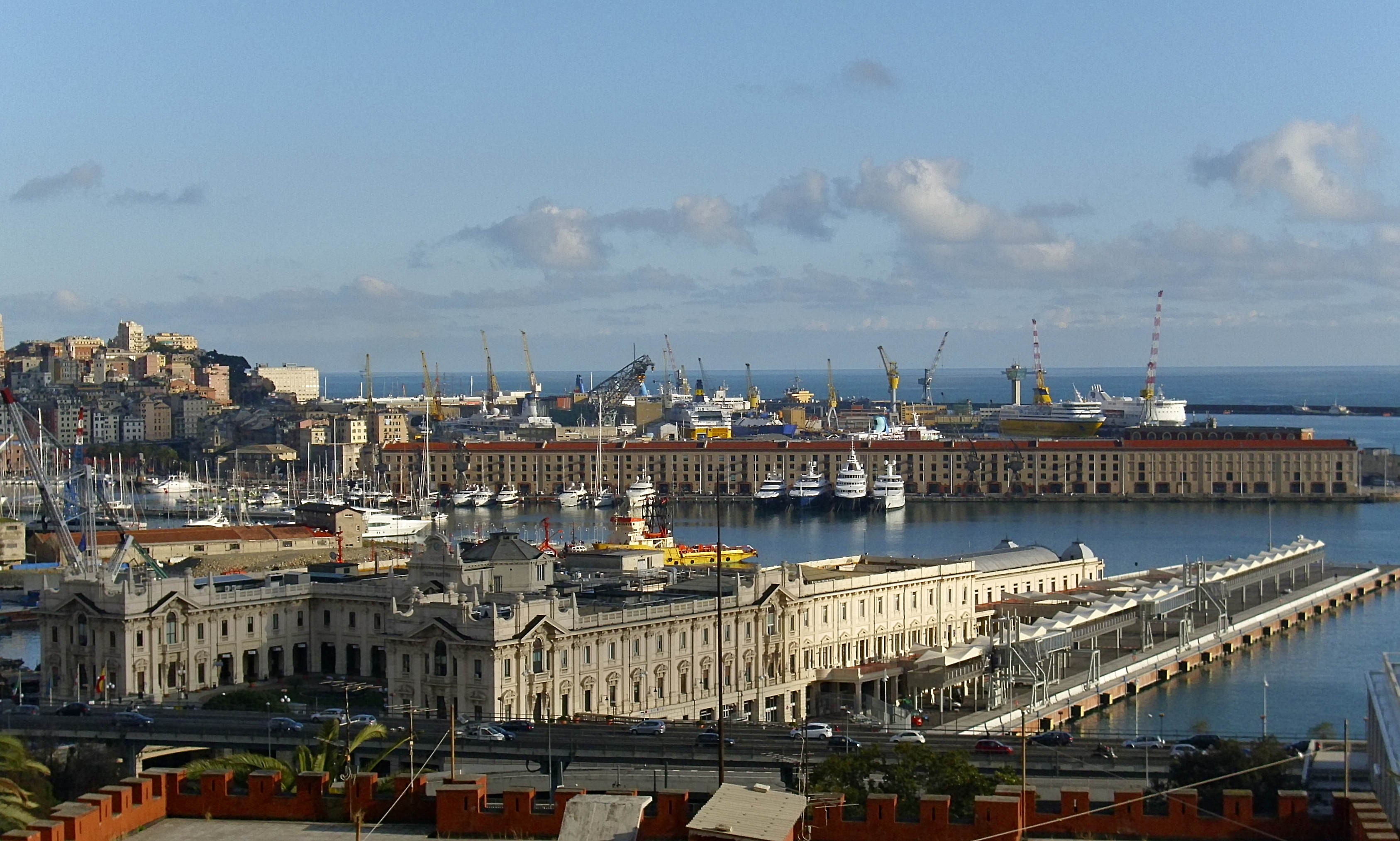
Au centre de la photo, le bâtiment Nord dans toute son extension. Au premier plan, la gare maritime de Gênes.

En 1926, le bâtiment sud a été construit par la Société anonyme Magazzini Generali, destiné dès le départ comme un entrepôt de coton (d'où le nom actuel du complexe), de 3 étages et d'une superficie de 9650 mètres carrés. Dans les années trente, la gestion passa en partie aux chemins de fer de l'État (les entrepôts étaient atteints par les quais des trains de marchandises) et, par la suite, donnée entièrement en concession à la Société anonyme Magazzini Generali.
Après la Seconde Guerre mondiale (où ils furent endommagés par les bombardements), ils sont entièrement utilisés comme dépôt pour le coton débarqué des navires en transit dans le port génois. Les deux bâtiments sont reliés par trois ponts métalliques et sont desservis par 13 grues électriques.

## Réaménagement
Rénovés en 1992 à l'occasion de l'Expo spécialisée Colomb pour le cinq centième anniversaire de la découverte de l'Amérique, ils ont été utilisés comme lieu de diverses activités culturelles et récréatives. À l'intérieur, ils accueillent le cinéma multiplexe Genoa Porto Antico avec 10 salles,, le centre des congrès et des galeries avec boutiques, bars, restaurants. Au premier étage se trouve la Cité des enfants, un espace éducatif où les enfants peuvent expérimenter et jouer sous la direction d'animateurs.
Les locaux du bâtiment nord sont également dédiés aux expositions.
La bibliothèque civique pour enfants Edmondo De Amicis est également présente dans la structure, où l'on peut consulter des textes adaptés aux enfants et des livres sur la psychopédagogie.

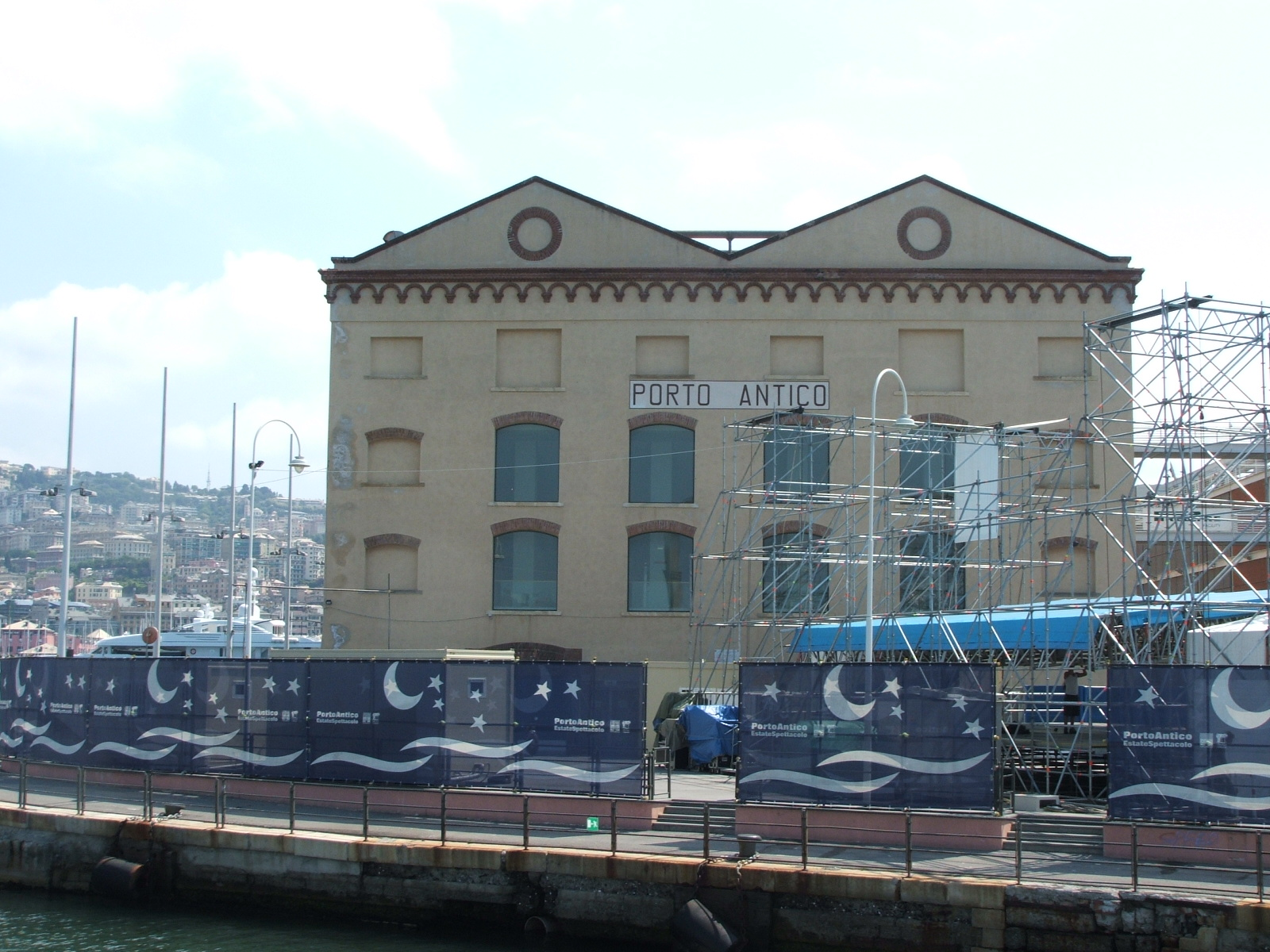
L'Arena sul Mare située en haut du quai Magazzini del Cotone